# Бертаццо, Симоне
Симоне Бертаццо (итал. Simone Bertazzo, 19 августа 1982, Пьеве-ди-Кадоре, Венеция) — итальянский бобслеист, пилот, выступающий за сборную Италии с 2001 года. Участник 4 зимних Олимпийских игр (2006, 2010, 2014 и 2018), обладатель бронзовой медали чемпионата мира, неоднократный призёр Кубка мира.

## Биография
Симоне Бертаццо родился 19 августа 1982 года в коммуне Пьеве-ди-Кадоре, область Венеция, с детства полюбил спорт, занимался лёгкой атлетикой. Вскоре увлёкся бобслеем, начал соревноваться на профессиональном уровне и, показав неплохие результаты, был взят пилотом в национальную команду Италии. Благодаря удачным выступлениям на молодёжном и взрослом поприще удостоился права защищать честь страны на Олимпийских играх 2006 года в Турине, но не смог добраться до призовых позиций, заняв девятое место в двойках и двенадцатое в четвёрках.
На чемпионате мира 2007 года в швейцарском Санкт-Морице выиграл бронзовую медаль в зачёте двухместных экипажей. Ездил соревноваться на Олимпийские игры 2010 года в Ванкувер, в двойках его команда была дисквалифицирована после двух заездов, а в четвёрках разделила девятое место с первой сборной России. Кроме того, в сезоне 2010/11 Симоне Бертаццо удачно выступил на Кубке мира, в двойках четыре раза поднимался на подиум, в том числе дважды на высшую его ступень, и в общем зачёте занял третье место. Однако в следующем году его карьера резко пошла на спад, по результатам всех кубковых заездов в двойках он занял лишь тринадцатую позицию, тогда как в четвёрках финишировал двенадцатым.
В 2014 году Бертаццо побывал на Олимпийских играх в Сочи, где финишировал 14-м в программе двухместных экипажей и 18-м в программе четырёхместных.
На Играх 2018 года, которые стали последними для Симоне, занял 27-е место в четвёрках.